# Call the Doctor
Call the Doctor — второй студийный альбом американской панк-рок-группы Sleater-Kinney, выпущенный 25 марта 1996 года на Chainsaw Records. Релиз получил положительные отзывы критиков.

## Запись и релиз
Call the Doctor был написан за три недели и записан за четыре дня. По словам певицы и гитаристки Корин Такер, написание песен было вдохновлено её «дерьмовой» работой и тем, как общество «превращает людей в товар.» На альбоме нет басиста. Как объяснила Такер: «Мы начали писать песни для двух гитар, и нам понравилось, как это звучит. Это дает нам большую свободу писать эти строки, которые идут вперёд и назад». Альбом иногда считается первым полноценным альбомом Sleater-Kinney, потому что Такер, вокалистка и гитаристка Кэрри Браунстин покинули свои предыдущие группы, Heavens to Betsy и Excuse 17, на момент его записи.
Call the Doctor был спродюсирован Джоном Гудмансоном и выпущен 25 марта 1996 года на независимом квиркор-лейбле Chainsaw Records, который также выпустил, предыдущий одноимённый альбом. Проживающая в Австралии барабанщица Лора Макфарлен была вынуждена покинуть группу вскоре после выпуска альбома, когда у неё закончилась виза. В результате группа попросила Тони Гогин из CeBe Barnes сесть за ударные во время тура по альбому. По состоянию на март 1997 года было продано 6000 копий альбома. По состоянию на февраль 2015 года, Call the Doctor, по данным Nielsen SoundScan, продано 60 000 копий в США.

## Отзывы критиков
| Оценки критиков               | Оценки критиков |
| Источник                      | Оценка          |
| ----------------------------- | --------------- |
| AllMusic                      | [ 4 ]           |
| Christgau's Consumer Guide    | A               |
| Encyclopedia of Popular Music | [ 9 ]           |
| MusicHound Rock               | 4.5/5           |
| The Philadelphia Inquirer     | [ 11 ]          |
| Pitchfork                     | 8.6/10          |
| Rolling Stone                 | [ 13 ]          |
| The Rolling Stone Album Guide | [ 14 ]          |
| Select                        | 3/5             |
| Spin                          | 8/10            |

Call the Doctor получил признание у музыкальных критиков. Чарльз Тейлор из The Boston Phoenix сравнил альбом с альбомом Heavens to Betsy Calculated, сказав, что Call the Doctor «никоим образом не является мягкой работой. Что делает его самым полным и зрелым альбомом, созданным любым исполнителем riot grrrl, не является отказом Такер от гнева (идея о несовместимости гнева со зрелостью является поверхностной), но, скорее, Такер начинает (неохотно) регистрировать непредвиденные обстоятельства и компромиссы, которым её идеологически обоснованный гнев не способен противостоять». Точно так же известный музыкальный критик Роберт Кристгау высоко оценил хриплую энергию альбома, комментируя: «Работает на риффы, которые, кажется, невозможно остановить, даже если они не очень быстрые, катящиеся мелодии, неотразимость которых делает их чуть-чуть менее резким, огромный голос Корин Такер никогда не борется более вдохновенно против мира снаружи, чем когда она сталкивается с дилеммами межличностного общения — дилеммы, которые не решаются и не определяются её гендерными предпочтениями, дилеммы так же связаны с семьёй, как и с сексом»
Обозреватель AllMusic Джейсон Аскери сказал: «Забудьте о бунтарском грохоте, присущем музыке трио — Call the Doctor — чистый, неразбавленный панк, и он великолепен.» Джонни Хьюстон, писавший для Spin, заметил, что Call the Doctor "меняет ролевые игры секс-работников, кукольные детали, гендерные изменения и другие распространённые женские рок-образы на рассказы о повседневной борьбе […] Sleater-Kenney доказывает, что панк по-прежнему предлагает новые способы сказать «нет» ".. Альбом занял третье место в опросе критиков Pazz & Jop The Village Voice за 1996 год. В 2010 году Call the Doctor занял 49-е место в списке 100 величайших альбомов девяностых по версии редакции Rolling Stone.

## Список композиций
Вся музыка написана Кэрри Браунстин и Корин Такер.
| №                   | Название                      | Длительность |
| ------------------- | ----------------------------- | ------------ |
| 1.                  | «Call the Doctor»             | 2:30         |
| 2.                  | «Hubcap»                      | 2:25         |
| 3.                  | «Little Mouth»                | 1:44         |
| 4.                  | «Anonymous»                   | 2:29         |
| 5.                  | «Stay Where You Are»          | 2:24         |
| 6.                  | «Good Things»                 | 3:10         |
| 7.                  | «I Wanna Be Your Joey Ramone» | 2:37         |
| 8.                  | «Taking Me Home»              | 2:35         |
| 9.                  | «Taste Test»                  | 3:00         |
| 10.                 | «My Stuff»                    | 2:33         |
| 11.                 | «I'm Not Waiting»             | 2:21         |
| 12.                 | «Heart Attack»                | 2:12         |
| Общая длительность: | Общая длительность:           | 30:04        |

## Участники записи
Сведения взяты из буклета Call the Doctor.
- Корин Такер — вокал, гитара, ударные (на «Heart Attack»)
- Кэрри Браунстин — гитара, вокал (на «Call the Doctor», «Stay Where You Are», «I Wanna Be Your Joey Ramone» и «Heart Attack»)
- Лора Макфарлен[англ.] — ударные, вокал (на «Hubcap», «Stay Where You Are», «Taste Test»), гитара (на «Heart Attack»)
- Джон Гудмансон[англ.] — продюсер

Макфарлен ошибочно приписали вокал на «Take Me Home» (на самом деле она пела на «Taste Test»)